# 蘿莉·麥凱佛
蘿拉·伊莉莎白·“蘿莉”·麥凱佛（英語：Laura Elizabeth "Laurie" Metcalf，1955年6月16日—）是一名美國女演員，出身自芝加哥劇團荒原狼劇院公司，並因演出外百老匯劇目《芳香樹脂》而成名。目前仍活耀於舞台劇圈，陸續獲得戲劇桌獎、露西爾·羅特爾獎、奧比獎與劇場世界獎等獎項肯定，並在2017年憑《玩偶之家第二部》奪得生涯首座東尼獎。
於電視圈方面，麥凱佛至今憑《歪星撞地球》、《神探阿蒙》、《慾望師奶》、《生活大爆炸》、《百年酒館》與《銀髮失樂園》等劇獲黃金時段艾美獎10次提名，並以ABC情境喜劇《胖妞羅珊》奪下3座喜劇女配角獎， 亦曾入圍金球獎與美國演員工會獎。
麥凱佛演出過《神祕約會》、《叔叔當家》、《流氓警察》、《地獄來的房客》、《誰殺了甘迺迪》、《危險情人》、《遠離賭城》、《冒牌上帝》與《驚聲尖叫2》等電影，並為《玩具總動員》系列、《星銀島》以及《未來小子》配音。其最著名的電影作品是2017年由葛莉塔·葛薇編導的《淑女鳥》，她憑該片廣獲影評人獎肯定，成為該獎季獲得最多女配角獎的女演員，並入圍了奧斯卡金像獎、金球獎、英國電影學院獎以及美國演員工會獎等大獎。

## 早年生活
麥凱佛生於伊利諾伊州傑克森郡卡爾德本，是家中的老大，下有弟弟詹姆斯（James）與妹妹琳達（Linda）， 而她與弟妹們是在沒什麼劇院的愛德華茲維爾成長。 她的父親詹姆斯是南伊利諾伊大學艾德華茲維爾分校的預算主任，隨後在1984年驟逝。她的母親莉比（Libby）是一名圖書館員， 姑婆則是榮獲普立茲獎的劇作家佐伊·艾金斯。
大學時期的麥凱佛，在秘書的工作上表現得相當出色，她非常享受在當日結束前，將一疊疊的待辦文件從待辦箱中，一一完成並移到辦公桌的完成區一側。她原本是主修德文，有意在日後擔任口譯員，後來輾轉修讀了人類學，直到她發現主修劇場藝術才是她真正的熱情所在，且她認為戲劇同時涉及口譯，亦對人類行為有所研究。 麥凱佛形容自己曾經非常害羞，直到她在高中參加了多個舞台劇試鏡後，從中找到了勇氣並自此著迷，不過她最初並未選擇發展演藝事業，因為她並不認為這能成為一份正式的工作。

## 職涯

### 舞台劇
麥凱佛就讀於伊利諾伊州立大學，並在1976年取得了劇藝文學士學位。 就學期間，她認識了約翰·馬克維奇、葛蘭·海德莉、瓊·愛倫、泰瑞·金尼與傑夫·派瑞等人，並與金尼、派瑞以及他們的高中同窗蓋瑞·辛尼斯共同創立了芝加哥知名的荒原狼劇院公司，並正式展開她的演藝之路。 麥凱佛在1984年前往紐約，演出荒原狼製作之外百老匯劇目《芳香樹脂》， 並憑該劇榮獲奧比獎傑出女演員獎以及劇場世界獎。 麥凱佛的演出備受讚譽，在巡迴演出時，更特別在第二幕安排了二十分鐘的獨角戲。
麥凱佛後來定居紐約，並同時展開電影與劇院的演藝工作，於2008年參演了大衛·馬密的劇目《11月》。
2009年，麥凱佛排演了尼爾·賽門回歸百老匯的半自傳劇目、由大衛·課羅默爾執導的《那一年，我家…》與《百老匯人生》，前者進行了九次的演出，後者則在開演前便遭到取消。 同年，麥凱佛亦和法蘭奇·史都華共同演出了賈斯汀·坦納的好萊塢劇目《聲樂課》（Voice Lessons），該劇後來在2010年5月登上外百老匯， 2011年5月則回到好萊塢演出。
2010年9月，麥凱佛回歸荒原狼，演出了麗莎·達摩的劇目《底特律》。 2011年3月，麥凱佛主演了沙爾·懷特的外百老匯劇目《另一個地方》， 並憑該劇榮獲露西爾·羅特爾獎與奧比獎。 2012年，麥凱佛與大衛·舒卻特共同演出了由西區劇院製作、尤金·歐尼爾之劇目《長夜漫漫路迢迢》，並入圍了旗幟晚報劇院獎。
2013年，《另一個地方》前進百老匯，由麥凱佛與女兒柔伊·派瑞連袂演出， 而麥凱佛亦憑該劇獲得東尼獎與戲劇聯盟獎入圍肯定。 同年10月，麥凱佛在林肯表演藝術中心的外百老匯劇場，與傑夫·高布倫攜手演出了布魯斯·諾里斯的劇目《馴服》（Domesticated）， 並入圍了露西爾·羅特爾獎、戲劇聯盟獎與戲劇桌獎等大獎。
2015年，麥凱佛於改編自史蒂芬·金所創作之小說《戰慄遊戲》的百老匯劇目中，飾演著名角色安妮·維克斯，並和布魯斯·威利聯合演出。 雖然該劇目收獲毀譽參半的評價，但麥凱佛的演出仍獲得好評， 並三度入圍東尼獎。
麥凱佛於2017年重返百老匯，演出了盧卡斯·赫納斯的劇目《玩偶之家第二部》。該劇收穫廣泛的好評，麥凱佛不僅獲得戲劇桌獎、戲劇聯盟獎與外圈劇評人獎入圍肯定，更一舉奪得東尼獎殊榮。

### 電視與電影

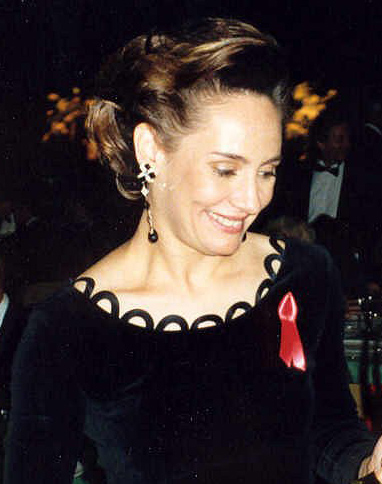
麥凱佛出席第44屆黃金時段艾美獎

麥凱佛於不少電影中，演出過大大小小的人物，包括《神祕約會》、《孔雀南飛》、《流氓警察》、《星條旗》、《啤酒聯盟》、《叔叔當家》、《戰慄目擊者》、《星銀島》、《玩具總動員》、《落跑新娘》、《選舉追緝令1998》、《未來小子》、《家有辣嬤》、《我愛上流》、《遠離賭城》、《驚聲尖叫2》、《拒絕再戰》與《開運兔》等。
麥凱佛活耀於電影與電視劇，並嘗試過許多不同風格的角色。她在電影《誰殺了甘迺迪》中，飾演吉姆·加里森的首席調查員， 於驚悚兇殺片《驚聲尖叫2》中，扮演第一集鬼臉面具殺手比利·魯米斯的母親， 於NBC電視電影《長島事件》中，飾演真實的政治人物嘉露蓮·麥卡錫。
1981年，麥凱佛客串了由迪克·埃伯索爾首度製作《周六夜現場》的第六季季終集，然而因當年喜劇小品的品質下降，加上遇上1981年美國編劇工會罷工事件，該節目一度被擱置重整，麥凱佛亦未獲邀請回歸劇組。
1988年，麥凱佛在ABC情境喜劇《胖妞羅珊》中擔任主要演員，飾演女主角的妹妹潔姬，她不僅獲得了金球獎的提名，更憑該劇榮獲黃金時段艾美獎的肯定。
在《胖妞羅珊》劇終後，麥凱佛於相繼於1999年開播之《諾姆秀》以及2003年開播的《同星闖政壇》等電視喜劇擔任主演，但前者在播出3季後面臨取消，後者則在首播第1季時便遭到腰斬。麥凱佛亦在多部影集中客串演出，包括《荒唐阿姨》、《左右做人難》、《我家的男孩們》、《老公老婆不登對》、《歡樂一家親》、《生活大爆炸》、《失蹤現場》、《歪星撞地球》與《神探阿蒙》等劇，並多次入圍黃金時段艾美獎客串女演員獎。
2006年，麥凱佛客串演出《慾望師奶》多集，並獲得黃金時段艾美獎與衛星獎的提名。 同年，她亦和前夫傑夫·派瑞共同客串了人氣影集《實習醫生》。2008年，麥凱佛主演了The CW喜劇劇情影集《暴利家族》，飾演以母權掌握高利貸家族的女性，但因收視低迷而在撥出3集後即被腰斬。
2013年，麥凱佛主演了改編自英國同名影集的HBO喜劇《銀髮失樂園》， 並在2015年憑該劇最終季第3季入圍黃金時段艾美獎。2014年，麥凱佛同時在CBS情境喜劇《麥卡錫一家》中擔任女主角，但該劇僅播出一季便遭取消。
2017年4月28日，麥凱佛加入《胖妞羅珊》重啟續集之主演陣容，繼續演出原角色， 並訂於2018年在原頻道ABC首播。 麥凱佛於2017年亦演出了由葛莉塔·葛薇編導的喜劇劇情電影《淑女鳥》， 並憑該片收獲好評，獲得了多個影評人獎項，入圍了奧斯卡金像獎、金球獎、美國演員工會獎、英國電影學院獎與獨立精神獎等大獎，雖然最終未獲大獎青睞，但她是該獎季中，獲得最多女配角獎肯定的女演員。

## 私人生活
1983年，麥凱佛嫁給了傑夫·派瑞，並產下了女兒柔伊·派瑞，但兩人最終在1992年結束婚姻。
麥凱佛後來與在《胖妞羅珊》中，扮演她男友的演員麥特·羅斯交往，並在1993年產下一子，隨後也步入婚姻。麥凱佛與羅斯後續也不定期的共同演出戲劇作品，包括《戰慄目擊者》、《芝加哥計程車》與《慾望師奶》等。2005年，他們夫妻倆藉由代孕的方式獲得了一名女兒梅·阿金斯（Mae Akins），並在2006年收養了當時才年僅6歲的男孩多諾凡（Donovan）。 2008年11月26日，麥凱佛與羅斯開始分居。2011年9月，羅斯以無法調和的分歧為由，起草了離婚協議書。2014年5月，兩人正式完成離婚手續。
麥凱佛稱自己是個工作狂，因此她在排演時總是對自己相當嚴格。她亦說道自己比起其他演藝活動，更加喜歡能讓她感受舒適的劇場。 麥凱佛曾參與以幫助全世界孩童的人道組織Plan USA。

## 作品

### 電影
| 年度 | 作品                | 角色                   | 備註     |
| ---- | ------------------- | ---------------------- | -------- |
| 1978 | 一場婚禮            | 女傭                   | 未列名   |
| 1985 | 神祕約會            | 蕾絲莉·格拉斯          |          |
| 1987 | 機器寶貝超級妞      | 珊蒂                   |          |
| 1988 | 追夢尋人            | 艾莉絲                 |          |
| 1988 | 星條旗              | 梅莉莎                 |          |
| 1988 | 丹尼斯·詹寧斯的約會 | 艾瑪                   | 短片     |
| 1988 | 孔雀南飛            | 舞者                   |          |
| 1989 | 叔叔當家            | 瑪西·達格林-佛洛斯特   |          |
| 1990 | 流氓警察            | 艾咪·華萊士            |          |
| 1990 | 地獄來的房客        | 史黛芬妮·麥當勞        |          |
| 1991 | 誰殺了甘迺迪        | Susie Cox              |          |
| 1992 | 瘋狂銀色夢          | 瑞秋·藍迪斯曼          |          |
| 1993 |        | 安妮塔·貝爾            |          |
| 1994 | 房子的秘密生活（The Secret Life of Houses）  | 安                     |          |
| 1994 | 戰慄目擊者          | 肯蒂絲                 |          |
| 1995 | 遠離賭城            | 房東                   |          |
| 1995 | 玩具總動員          | 戴維斯太太             | 配音     |
| 1996 | 冒牌上帝            | 蕾貝卡·弗雷曾          |          |
| 1997 | 上錯驚魂路          | 巴士站員工             |          |
| 1997 | 芝加哥計程車        | 廣告女執行總監         |          |
| 1997 | 驚聲尖叫2           | 黛比·沙特／魯米斯太太  |          |
| 1998 | 選舉追緝令1998      | 咪咪                   |          |
| 1999 | 落跑新娘            | 貝蒂·特勞特            | 未列名   |
| 1999 | 玩具總動員2         | 戴維斯太太             | 配音     |
| 2000 | 真相四面體          | 達娃·艾代爾            | 戲份刪除 |
| 2002 | 星銀島              | 賀莎拉                 | 配音     |
| 2005 | 我愛上流            | 菲莉絲                 | 未列名   |
| 2006 | 遠離鋼鐵城（Steel City）      | 瑪麗安·卡恩            |          |
| 2006 | 啤酒聯盟            | 阿提的母親             |          |
| 2007 | 未來小子            | 露西·克朗科霍恩-羅賓森 | 配音     |
| 2007 | 家有辣嬤            | 寶拉·理查茲            |          |
| 2008 | 拒絕再戰            | 寇森女士               |          |
| 2010 | 玩具總動員3         | 戴維斯太太             | 配音     |
| 2017 | 淑女鳥              | 瑪莉安·麥克弗森        |          |
| 2019 | 玩具總動員4         | 戴維斯太太             | 配音     |

### 電視
| 年度         | 作品                      | 角色                  | 備註                      |
| ------------ | ------------------------- | --------------------- | ------------------------- |
| 1981         | 周六夜現場                | 周末更新記者          | 第6季第13集               |
| 1985         | 雷蒙·葛雷罕的處決（The Execution of Raymond Graham）     | 卡蘿·葛雷罕           | 電視電影                  |
| 1986         | 私刑教育                  | 楚瑞莎                | 第1季第20集               |
| 1988–97 2018 | 胖妞羅珊                  | 潔姬·哈里斯           | 主要演員（219集）         |
| 1992         | 傑基·托馬斯秀             | 潔姬·哈里斯           | 第1季第5集                |
| 1995–96      | 鴨人                      | 許多角色              | 配音（2集）               |
| 1997         | 一家之主                  | 希希·卡布             | 配音（第1季第9集）        |
| 1997         | 艾迪檔案（The Eddie Files）              | 特工希克斯            | 第2季第4集                |
| 1997         | 路易的生活Life with Louie | 金尼小姐              | 配音（第3季第9集）        |
| 1997         | 老公老婆不登對            | 絲拜德                | 第1季第11集               |
| 1998         | 冷暖人間                  | 海莉·格萊姆斯         | 電視電影                  |
| 1998         | 長島事件                  | 嘉露蓮·麥卡錫         | 電視電影                  |
| 1998         | 歪星撞地球                | 珍妮佛·拉維利         | 3集                       |
| 1999         | 氣球農場                  | 凱西·強森             | 電視電影                  |
| 1999–2001    | 諾姆秀                    | 蘿莉·弗里曼           | 主要演員（54集）          |
| 2000–11      | 上帝、魔王與鮑伯          | 唐娜·歐曼             | 配音（13集）              |
| 2002         | 兩家人（Two Families）                |                       | 未售出試播集              |
| 2003         | 門邊菲爾（Phil at the Gate）              | 泰蒂·杜菲             | 未售出試播集              |
| 2003         | 同星闖政壇                | 莎拉·多勒切           | 7集                       |
| 2004         | 左右做人難                | 蘇珊                  | 第5季第13集               |
| 2004         | 歡樂一家親                | 保姆G                 | 第11季第15集              |
| 2004         | 荒唐阿姨                  | 克莉絲朵琳            | 第5季第9集                |
| 2005         | 失蹤現場                  | 蘇珊·霍普金斯         | 第4季第8集                |
| 2006         | 神探阿蒙                  | 蔻拉                  | 第4季第11集               |
| 2006         | 實習醫生                  | 碧翠絲·卡佛           | 第2季第22集               |
| 2006         | 慾望師奶                  | 卡洛琳·比斯畢         | 4集                       |
| 2006         | 我家的男孩們              | 菲莉絲阿姨            | 第1季第11集               |
| 2007         | 阿克倫處女（The Virgin of Akron, Ohio）            | 莉迪亞                | 試播集                    |
| 2007         | 狂想警探                  | 艾莉絲·布洛迪         | 第1季第3集                |
| 2007–2018    | 生活大爆炸                | 梅莉·庫柏             | 常設演員（14集）          |
| 2008–09      | 暴利家族                  | 芭貝特·巴夫金         | 主要演員（8集）           |
| 2009         | 女子監獄（The Farm）              | 瑪格麗特·艾爾德典獄長 | 未售出試播集              |
| 2013         | 遺產遊戲                  | 瑞奇蘭醫師            | 2集                       |
| 2013–15      | 銀髮失樂園                | 珍娜·詹姆斯醫師       | 主要演員（18集）          |
| 2014         | 恐怖床邊故事              | 嘉布莉兒              | 第1季第7集                |
| 2014–15      | 麥卡錫一家                | 瑪珠琍·麥卡錫         | 主要演員（15集）          |
| 2016         | 百年酒館                  | 莎拉                  | 第1季第3集                |
| 2017         | 波特蘭                    | 吉兒                  | 第7季第6集                |
| 2017         | 意外之狼（The Accidental Wolf）              | 萊姆                  | 第1季第15集               |
| 2017         | 非親家庭                  | 蕾絲莉·羅林斯醫師     | 第3季第5集                |
| 2018         | 美國老爹                  | 伊麗莎白·海德利       | 配音（第13季第4集）       |
| 2018         | 女超人                    | 梅莉·麥高溫           | 第3季第15集：追憶似水年華 |

## 劇場
| 年度    | 作品           | 角色              | 備註     |
| ------- | -------------- | ----------------- | -------- |
| 1984–85 | 芳香樹脂       | 達琳              | 外百老匯 |
| 1986–87 | 愛情四重奏     | 貝絲              | 外百老匯 |
| 1987    | 凡夫俗女       | 麗塔              | 外百老匯 |
| 1995    | 我愛之事（My Thing of Love）   | 艾莉              | 百老匯   |
| 2008    | 11月           | 克萊莉絲·伯恩斯汀 | 百老匯   |
| 2009    | 那一年，我家…  | 凱特·傑洛姆       | 百老匯   |
| 2010    | 心靈的謊言     | 梅格              | 外百老匯 |
| 2011–12 | 另一個地方     | 茱莉安娜          | 外百老匯 |
| 2013    | 另一個地方     | 茱莉安娜          | 百老匯   |
| 2013–14 | 馴服（Domesticated）       | 茱蒂              | 外百老匯 |
| 2015–16 | 戰慄遊戲       | 安妮·維克斯       | 百老匯   |
| 2017    | 玩偶之家第二部 | 諾拉·海爾默       | 百老匯   |
| 2018    | 三個高女人     | B                 | 百老匯   |
| 2023    | 灰屋           | 拉萊              | 百老匯   |

### 其他劇場作品
- 1976年：《情人（英语：The Lover (play)）》
- 1977年：《海馬》（The Seahorse）
- 1977年：《我們的深夜》（Our Late Night）
- 1977年：《彩虹的另一端》（Mack, Anything Goes Over the Rainbow）
- 1977年：《君臣人子小命嗚呼（英语：Rosencrantz and Guildenstern Are Dead）》
- 1978年：《沙洲平地》（Sandbar Flatland）
- 1978年：《自由了嗎（英语：Home Free!）》 飾演 喬安娜（身兼導演）
- 1978年：《七月五日（英语：Fifth of July）》
- 1979年：《離王而去（英语：Exit the King）》
- 1979年：《玻璃動物園》 飾演 蘿拉·溫格菲爾
- 1979年：《等待老左（英语：Waiting for Lefty）》
- 1980年：《安靜的珍寧·格林》（Quiet Jeannie Green）
- 1980年：《缺席的朋友（英语：Absent Friends (play)）》
- 1980–81年：《野人（英语：Savages (play)）》
- 1981年：《武器與男人（英语：Arms and the Man）》
- 1981年：《行動（英语：Action (play)）》
- 1981年：《大母性》（Big Mother）（身兼導演）
- 1981年：《等待遊行》（Waiting for the Parade）
- 1982年：《鬆散的結局》（Loose Ends）
- 1982年：《靈慾春宵》
- 1982年：《正港西部（英语：True West (play)）》
- 1982年：《夜鶯之歌（英语：And a Nightingale Sang）》
- 1983年：《九重天（英语：Cloud 9 (play)）》
- 1983年：《鞭炮小姐的競賽（英语：The Miss Firecracker Contest）》
- 1984–85年：《孤兒們（英语：Orphans (Lyle Kessler play)）》（身兼音效設計）
- 1985年：《瘋狂女狼》（Coyote Ugly） 飾演 史嘉蕾（身兼音效設計）
- 1985–86年：《浮生若夢（英语：You Can't Take It with You (play)）》
- 1986年：《法蘭克的狂野歲月（英语：Frank's Wild Year）》
- 1987年：《小埃及》（Little Egypt）
- 1988年：《殺手》（Killers）
- 1990年：《情書（英语：Love Letters (play)）》
- 1990年：《窮途》（Wrong Turn at Lungfish）
- 1994年：《天秤座（英语：Libra (novel)）》 飾演 瑪格麗特·奧斯瓦爾德
- 1998年：《大麻老媽》（Pot Mom）
- 1999年：《麗南小姐（英语：The Beauty Queen of Leenane）》
- 2001、2015年：《吾子吾弟》 飾演 凱特·凱勒
- 2002年：《紫心勳章》（Purple Heart） 飾演 寡婦
- 2004年：《月光樂曲中的法蘭琪與強尼（英语：Frankie and Johnny in the Clair de Lune）》 飾演 法蘭琪
- 2008年：《生活的品質》（The Quality of Life） 飾演 珍妮特
- 2009–11、2016年：《聲樂課》（Voice Lessons） 飾演 金妮
- 2010年：《底特律（英语：Detroit (play)）》 飾演 梅莉

## 獎項

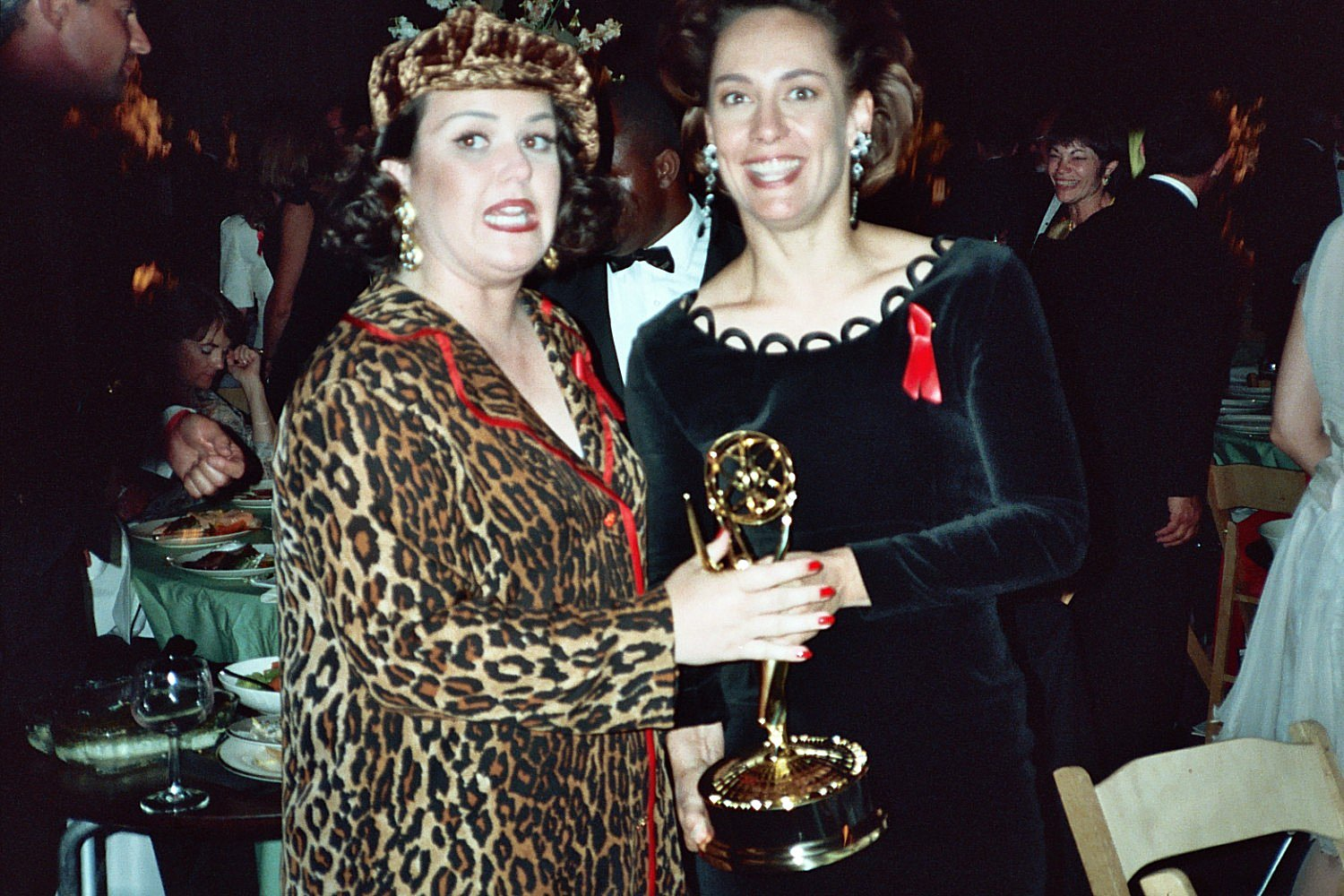
麥凱佛（右）榮獲第44屆黃金時段艾美獎最佳喜劇女配角，左為蘿西·歐唐納。

| 年度 | 大獎                       | 獎項                                     | 作品           | 結果 |
| ---- | -------------------------- | ---------------------------------------- | -------------- | ---- |
| 1985 | 戲劇桌獎                   | 最佳整體演出獎                           | 芳香樹脂       | 獲獎 |
| 1985 | 奧比獎                     | 傑出女演員獎                             | 芳香樹脂       | 獲獎 |
| 1985 | 劇場世界獎                 | 新人獎                                   | 芳香樹脂       | 獲獎 |
| 1992 | 黃金時段艾美獎             | 最佳喜劇類影集女配角獎                   | 胖妞羅珊       | 獲獎 |
| 1993 | 金球獎                     | 最佳電視影集、有限劇集及電視電影女配角獎 | 胖妞羅珊       | 提名 |
| 1993 | 美國電視獎                 | 情境喜劇最佳女配角獎                     | 胖妞羅珊       | 提名 |
| 1993 | 電視品質觀眾獎             | 有品質喜劇類影集最佳女配角獎             | 胖妞羅珊       | 提名 |
| 1993 | 黃金時段艾美獎             | 最佳喜劇類影集女配角獎                   | 胖妞羅珊       | 獲獎 |
| 1994 | 電視品質觀眾獎             | 有品質喜劇類影集最佳女配角獎             | 胖妞羅珊       | 提名 |
| 1994 | 黃金時段艾美獎             | 最佳喜劇類影集女配角獎                   | 胖妞羅珊       | 獲獎 |
| 1995 | 金球獎                     | 最佳電視影集、有限劇集及電視電影女配角獎 | 胖妞羅珊       | 提名 |
| 1995 | 電視品質觀眾獎             | 有品質喜劇類影集最佳女配角獎             | 胖妞羅珊       | 提名 |
| 1995 | 黃金時段艾美獎             | 最佳喜劇類影集女配角獎                   | 胖妞羅珊       | 提名 |
| 1997 | 在線電影與電視協會獎       | 喜劇類影集最佳女配角獎                   | 胖妞羅珊       | 提名 |
| 1999 | 黃金時段艾美獎             | 最佳喜劇類影集客串女演員獎               | 歪星撞地球     | 提名 |
| 2004 | Gold Derby電視獎           | 最佳喜劇類影集客串女演員獎               | 左右做人難     | 提名 |
| 2005 | 在線電影與電視協會獎       | 劇情類影集最佳客串女演員獎               | 失蹤現場       | 提名 |
| 2006 | Gold Derby電視獎           | 最佳劇情類影集客串女演員獎               | 失蹤現場       | 提名 |
| 2006 | 在線電影與電視協會獎       | 喜劇類影集最佳客串女演員獎               | 神探阿蒙       | 獲獎 |
| 2006 | 黃金時段艾美獎             | 最佳喜劇類影集客串女演員獎               | 神探阿蒙       | 提名 |
| 2006 | 衛星獎                     | 最佳影集、迷你劇與電視電影女配角獎       | 慾望師奶       | 提名 |
| 2007 | 美國演員工會獎             | 最佳喜劇類影集整體演出獎                 | 慾望師奶       | 提名 |
| 2007 | Gold Derby電視獎           | 最佳喜劇類影集客串女演員獎               | 慾望師奶       | 獲獎 |
| 2007 | 在線電影與電視協會獎       | 喜劇類影集最佳客串女演員獎               | 慾望師奶       | 提名 |
| 2007 | 黃金時段艾美獎             | 最佳喜劇類影集客串女演員獎               | 慾望師奶       | 提名 |
| 2008 | 東尼獎                     | 最佳話劇女配角獎                         | 11月           | 提名 |
| 2008 | 歡呼獎                     | 最佳話劇女主角獎                         | 生活的品質     | 獲獎 |
| 2009 | 歡呼獎                     | 最佳話劇女主角獎                         | 聲樂課         | 提名 |
| 2010 | 露西爾·羅特爾獎            | 最佳話劇女配角獎                         | 心靈的謊言     | 提名 |
| 2010 | 奧比獎                     | 傑出女演員獎                             | 心靈的謊言     | 獲獎 |
| 2011 | 歡呼獎                     | 最佳話劇女主角獎                         | 聲樂課         | 獲獎 |
| 2011 | 露西爾·羅特爾獎            | 最佳話劇女主角獎                         | 另一個地方     | 獲獎 |
| 2011 | 戲劇桌獎                   | 最佳話劇女演員獎                         | 另一個地方     | 提名 |
| 2011 | 戲劇聯盟獎                 | 傑出表現獎                               | 另一個地方     | 提名 |
| 2011 | 奧比獎                     | 傑出女演員獎                             | 另一個地方     | 獲獎 |
| 2011 | 外圈劇評人獎               | 最佳話劇女演員獎                         | 另一個地方     | 提名 |
| 2013 | 東尼獎                     | 最佳話劇女演員獎                         | 另一個地方     | 提名 |
| 2014 | 戲劇桌獎                   | 最佳話劇女演員獎                         | 馴服           | 提名 |
| 2014 | 戲劇聯盟獎                 | 傑出表現獎                               | 馴服           | 提名 |
| 2014 | 露西爾·羅特爾獎            | 最佳話劇女主角獎                         | 馴服           | 提名 |
| 2015 | 評論家選擇電視獎           | 喜劇類影集最佳客串演出獎                 | 生活大爆炸     | 提名 |
| 2016 | 東尼獎                     | 最佳話劇女演員獎                         | 戰慄遊戲       | 提名 |
| 2016 | 衛星獎                     | 最佳音樂及喜劇類影集女演員獎             | 銀髮失樂園     | 提名 |
| 2016 | Gold Derby電視獎           | 最佳喜劇類影集女演員獎                   | 銀髮失樂園     | 提名 |
| 2016 | Gold Derby電視獎           | 最佳劇情類影集客串女演員獎               | 百年酒館       | 提名 |
| 2016 | 在線電影與電視協會獎       | 最佳喜劇類影集女主角獎                   | 銀髮失樂園     | 提名 |
| 2016 | 在線電影與電視協會獎       | 最佳劇情類影集客串女演員獎               | 百年酒館       | 提名 |
| 2016 | 在線電影與電視協會獎       | 喜劇類影集最佳客串女演員獎               | 宅男行不行     | 提名 |
| 2016 | 黃金時段艾美獎             | 最佳喜劇類影集女主角獎                   | 銀髮失樂園     | 提名 |
| 2016 | 黃金時段艾美獎             | 最佳劇情類影集客串女演員獎               | 百年酒館       | 提名 |
| 2016 | 黃金時段艾美獎             | 最佳喜劇類影集客串女演員獎               | 宅男行不行     | 提名 |
| 2017 | 東尼獎                     | 最佳話劇女演員獎                         | 玩偶之家第二部 | 獲獎 |
| 2017 | 戲劇桌獎                   | 最佳話劇女演員獎                         | 玩偶之家第二部 | 提名 |
| 2017 | 戲劇聯盟獎                 | 傑出表現獎                               | 玩偶之家第二部 | 提名 |
| 2017 | 外圈劇評人獎               | 最佳話劇女演員獎                         | 玩偶之家第二部 | 提名 |
| 2017 | 拉斯維加斯影評人協會       | 最佳女配角獎                             | 淑女鳥         | 獲獎 |
| 2017 | 拉斯維加斯影評人協會       | 最佳整體演出獎                           | 淑女鳥         | 亞軍 |
| 2017 | 底特律影評人協會           | 最佳女配角獎                             | 淑女鳥         | 提名 |
| 2017 | 底特律影評人協會           | 最佳整體演出獎                           | 淑女鳥         | 提名 |
| 2017 | 華盛頓特區影評人協會       | 最佳女配角獎                             | 淑女鳥         | 獲獎 |
| 2017 | 波士頓影評人協會           | 最佳女配角獎                             | 淑女鳥         | 獲獎 |
| 2017 | 亞特蘭大影評人協會         | 最佳女配角獎                             | 淑女鳥         | 獲獎 |
| 2017 | 亞特蘭大影評人協會         | 舊金山影評人協會                         | 淑女鳥         | 獲獎 |
| 2017 | 多倫多影評人協會           | 最佳女配角獎                             | 淑女鳥         | 獲獎 |
| 2017 | 孟菲斯在線影評人協會       | 最佳女配角獎                             | 淑女鳥         | 提名 |
| 2017 | 波士頓在線影評人協會       | 最佳女配角獎                             | 淑女鳥         | 獲獎 |
| 2017 | 聖地牙哥影評人協會         | 最佳女配角獎                             | 淑女鳥         | 獲獎 |
| 2017 | 聖地牙哥影評人協會         | 最佳整體演出獎                           | 淑女鳥         | 提名 |
| 2017 | 芝加哥影評人協會           | 最佳女配角獎                             | 淑女鳥         | 獲獎 |
| 2017 | 達拉斯—沃斯堡影評人協會    | 最佳女配角獎                             | 淑女鳥         | 亞軍 |
| 2017 | 北德州影評人協會           | 最佳女配角獎                             | 淑女鳥         | 獲獎 |
| 2017 | 鳳凰城電影影評圈           | 最佳女配角獎                             | 淑女鳥         | 獲獎 |
| 2017 | 聖路易斯影評人協會         | 最佳女配角獎                             | 淑女鳥         | 獲獎 |
| 2017 | 堪薩斯影評人協會           | 最佳女配角獎                             | 淑女鳥         | 獲獎 |
| 2017 | 西雅圖影評人協會           | 最佳女配角獎                             | 淑女鳥         | 獲獎 |
| 2017 | 西雅圖影評人協會           | 最佳整體演出獎                           | 淑女鳥         | 提名 |
| 2017 | 鳳凰城影評人協會           | 最佳女配角獎                             | 淑女鳥         | 提名 |
| 2017 | 東南影評人協會             | 最佳女配角獎                             | 淑女鳥         | 獲獎 |
| 2017 | 印第安納電影記者協會       | 最佳女配角獎                             | 淑女鳥         | 獲獎 |
| 2017 | IndieWire影評人投票獎      | 最佳女配角獎                             | 淑女鳥         | 獲獎 |
| 2017 | 佛羅里達影評人協會         | 最佳女配角獎                             | 淑女鳥         | 亞軍 |
| 2017 | 佛羅里達影評人協會         | 最佳整體演出獎                           | 淑女鳥         | 提名 |
| 2017 | 在線影評人協會             | 最佳女配角獎                             | 淑女鳥         | 獲獎 |
| 2017 | 在線影評人協會             | 最佳整體演出獎                           | 淑女鳥         | 提名 |
| 2018 | 俄克拉荷馬影評人協會       | 最佳女配角獎                             | 淑女鳥         | 獲獎 |
| 2018 | 北卡羅萊納州影評人協會     | 最佳女配角獎                             | 淑女鳥         | 獲獎 |
| 2018 | 哥倫布影評人協會           | 最佳女配角獎                             | 淑女鳥         | 獲獎 |
| 2018 | 澳大利亞影視藝術學院國際獎 | 最佳女配角獎                             | 淑女鳥         | 提名 |
| 2018 | 休士頓影評人協會           | 最佳女配角獎                             | 淑女鳥         | 提名 |
| 2018 | 國家影評人協會             | 最佳女配角獎                             | 淑女鳥         | 獲獎 |
| 2018 | 溫哥華影評人協會           | 最佳女配角獎                             | 淑女鳥         | 獲獎 |
| 2018 | 金球獎                     | 最佳女配角獎－電影類                     | 淑女鳥         | 提名 |
| 2018 | 奧斯汀影評人協會           | 最佳女配角獎                             | 淑女鳥         | 提名 |
| 2018 | 丹佛影評人協會             | 最佳女配角獎                             | 淑女鳥         | 提名 |
| 2018 | 女性電影記者聯盟           | 最佳女配角獎                             | 淑女鳥         | 獲獎 |
| 2018 | 俄亥俄州中部影評人協會     | 最佳女配角獎                             | 淑女鳥         | 獲獎 |
| 2018 | 愛荷華影評人協會           | 最佳女配角獎                             | 淑女鳥         | 獲獎 |
| 2018 | 國家評論協會               | 最佳女配角獎                             | 淑女鳥         | 獲獎 |
| 2018 | 評論家選擇電影獎           | 最佳女配角獎                             | 淑女鳥         | 提名 |
| 2018 | 評論家選擇電影獎           | 最佳整體演出獎                           | 淑女鳥         | 提名 |
| 2018 | 喬治亞影評人協會           | 最佳女配角獎                             | 淑女鳥         | 獲獎 |
| 2018 | 喬治亞影評人協會           | 最佳整體演出獎                           | 淑女鳥         | 提名 |
| 2018 | 洛杉磯影評人協會           | 最佳女配角獎                             | 淑女鳥         | 獲獎 |
| 2018 | 美國演員工會獎             | 最佳女配角獎                             | 淑女鳥         | 提名 |
| 2018 | 美國演員工會獎             | 最佳電影整體演出獎                       | 淑女鳥         | 提名 |
| 2018 | 倫敦影評人協會             | 年度女配角獎                             | 淑女鳥         | 提名 |
| 2018 | 國際在線電影獎             | 最佳女配角獎                             | 淑女鳥         | 獲獎 |
| 2018 | 美國退休人員協會成人電影獎 | 最佳女配角獎                             | 淑女鳥         | 獲獎 |
| 2018 | 衛星獎                     | 最佳電影女配角獎                         | 淑女鳥         | 提名 |
| 2018 | 英國電影學院獎             | 最佳女配角獎                             | 淑女鳥         | 提名 |
| 2018 | 在線電影與電視協會獎       | 最佳女配角獎                             | 淑女鳥         | 亞軍 |
| 2018 | 道林獎                     | 年度電影配角演出獎－女演員               | 淑女鳥         | 獲獎 |
| 2018 | 獨立精神獎                 | 最佳女配角獎                             | 淑女鳥         | 提名 |
| 2018 | Gold Derby電影獎           | 最佳女配角獎                             | 淑女鳥         | 獲獎 |
| 2018 | 奧斯卡金像獎               | 最佳女配角獎                             | 淑女鳥         | 提名 |
| 2018 | 外圈劇評人獎               | 最佳話劇女配角獎                         | 三個高女人     | 獲獎 |
| 2018 | 戲劇桌獎                   | 最佳話劇女演員獎                         | 三個高女人     | 提名 |
| 2018 | 東尼獎                     | 最佳話劇女配角獎                         | 三個高女人     | 獲獎 |

## 外部連結
- 蘿莉·麥凱佛在互联网电影资料库（IMDb）上的資料（英文）
- 互聯網百老匯資料庫（IBDB）上蘿莉·麥凱佛的資料（英文）
- 互联网外百老汇数据库（IOBDB）上蘿莉·麥凱佛的資料（英文）